# Campionati europei di ciclismo su pista Juniores e Under-23 2021
I Campionati europei di ciclismo su pista Juniores e Under-23 2021 sono stati disputati ad Apeldoorn, nei Paesi Bassi, dal 17 al 22 agosto 2021.

## Medagliere
| Pos.   | Paese         | Oro | Argento | Bronzo | Totale |
| ------ | ------------- | --- | ------- | ------ | ------ |
| 1      | Russia        | 16  | 8       | 5      | 29     |
| 2      | Gran Bretagna | 10  | 9       | 8      | 27     |
| 3      | Italia        | 7   | 3       | 4      | 14     |
| 4      | Paesi Bassi   | 3   | 3       | 4      | 10     |
| 5      | Germania      | 2   | 8       | 11     | 21     |
| 6      | Portogallo    | 2   | 3       | 0      | 5      |
| 7      | Rep. Ceca     | 2   | 0       | 3      | 5      |
| 8      | Danimarca     | 2   | 0       | 0      | 2      |
| 9      | Belgio        | 0   | 4       | 1      | 5      |
| 10     | Francia       | 0   | 3       | 2      | 5      |
| 11     | Polonia       | 0   | 1       | 5      | 6      |
| 12     | Ucraina       | 0   | 1       | 1      | 2      |
| 13     | Irlanda       | 0   | 1       | 0      | 1      |
| Totale | Totale        | 44  | 44      | 44     | 132    |

## Risultati

### Under-23

#### Uomini
| Eventi                   | Oro                                                                         | Tempo     | Argento                                                             | Tempo     | Bronzo                                                                      | Tempo     |
| Chilometro               | Daan Kool Paesi Bassi                                                       | 1:01.569  | Hayden Norris Gran Bretagna                                         | 1:01.714  | Anton Höhne Germania                                                        | 1.01.811  |
| Keirin                   | Michail Jakovlev Russia                                                     |           | Daniel Rochna Polonia                                               |           | Tom Derache Francia                                                         |           |
| Velocità                 | Michail Jakovlev Russia                                                     |           | Tom Derache Francia                                                 |           | Anton Höhne Germania                                                        |           |
| Velocità a squadre       | Gran Bretagna Alistair Fielding Hamish Turnbull Hayden Norris James Bunting | 43.962    | Germania Paul Schippert Julien Jäger Anton Höhne                    | 44.522    | Russia Daniil Komkov Dmitrij Nesterov Pavel Rostov Ivan Gladyšev            | 44.256    |
| Inseguimento individuale | Tobias Buck-Gramcko Germania                                                | 4:19.318  | Nicolas Heinrich Germania                                           | 4:27.078  | Manlio Moro Italia                                                          | 4:18.945  |
| Inseguimento a squadre   | Russia Egor Igošev Il'ja Ščegol'kov Ivan Novolodskij Vlas Šičkin            | 3:54.603  | Gran Bretagna Alfred George Max Rushby Rhys Britton William Tidball | 4:00.534  | Italia Davide Boscaro Gidas Umbri Tommaso Nencini Manlio Moro Niccolò Galli | -         |
| Corsa a punti            | Vlas Šičkin Russia                                                          | 79 punti  | Diogo Narciso Portogallo                                            | 55 punti  | Mattia Pinazzi Italia                                                       | 49 punti  |
| Americana                | Gran Bretagna Rhys Britton William Tidball                                  | 52 punti  | Russia Il'ja Ščegol'kov Vlas Šičkin                                 | 46 punti  | Paesi Bassi Philip Heijnen Vincent Hoppezak                                 | 42 punti  |
| Scratch                  | Rodrigo Caixas Portogallo                                                   |           | Tuur Dens Belgio                                                    |           | Daniel Babor Rep. Ceca                                                      |           |
| Omnium                   | Matias Malmberg Danimarca                                                   | 123 punti | Fabio Van den Bossche Belgio                                        | 119 punti | Daniel Babor Rep. Ceca                                                      | 115 punti |
| Gara ad eliminazione     | Maikel Zijlaard Paesi Bassi                                                 |           | Tim Torn Teutenberg Germania                                        |           | William Tidball Gran Bretagna                                               |           |

#### Donne
| Eventi                   | Oro                                                                               | Tempo     | Argento                                                        | Tempo     | Bronzo                                                                           | Tempo     |
| 500 metri                | Jana Tyščenko Russia                                                              | 33.890    | Steffie van der Peet Paesi Bassi                               | 34.271    | Alessa-Catriona Pröpster Germania                                                | 34.580    |
| Keirin                   | Ksenija Andreeva Russia                                                           |           | Jana Tyščenko Russia                                           |           | Alessa-Catriona Pröpster Germania                                                |           |
| Velocità                 | Jana Tyščenko Russia                                                              |           | Ksenija Andreeva Russia                                        |           | Alessa-Catriona Pröpster Germania                                                |           |
| Velocità a squadre       | Russia Ksenija Andreeva Serafima Grišina Jana Tyščenko                            | 48.313    | Gran Bretagna Lauren Bell Blaine Ridge-Davis Emma Finucane     | 48.590    | Polonia Nikola Seremak Nikola Sibiak Paulina Petri                               | 49.251    |
| Inseguimento individuale | Silvia Zanardi Italia                                                             | 3:33.359  | Lara Gillespie Irlanda                                         | 3:36.804  | Abi Smith Gran Bretagna                                                          | 3:37.490  |
| Inseguimento a squadre   | Italia Chiara Consonni Eleonora Camilla Gasparrini Martina Fidanza Silvia Zanardi | 3:54.603  | Gran Bretagna Abi Smith Ella Barnwell Eluned King Sophie Lewis | 4:00.534  | Paesi Bassi Amber van der Hulst Lonneke Uneken Marit Raaijmakers Mylene de Zoete | 4:30.284  |
| Corsa a punti            | Silvia Zanardi Italia                                                             | 38 punti  | Shari Bossuyt Belgio                                           | 27 punti  | Viktorija Jarošenko Ucraina                                                      | 26 punti  |
| Americana                | Italia Chiara Consonni Martina Fidanza                                            | 46 punti  | Paesi Bassi Maike van der Duin Marit Raaijmakers               | 28 punti  | Russia Dar'ja Malkova Marija Rostovceva                                          | 22 punti  |
| Scratch                  | Maike van der Duin Paesi Bassi                                                    |           | Maria Martins Portogallo                                       |           | Martina Fidanza Italia                                                           |           |
| Omnium                   | Maria Martins Portogallo                                                          | 126 punti | Maike van der Duin Paesi Bassi                                 | 122 punti | Lea Lin Teutenberg Germania                                                      | 121 punti |
| Gara ad eliminazione     | Chiara Consonni Italia                                                            |           | Maria Martins Portogallo                                       |           | Maike van der Duin Paesi Bassi                                                   |           |

### Junior

#### Uomini
| Eventi                   | Oro                                                                     | Tempo     | Argento                                                                    | Tempo     | Bronzo                                                                                       | Tempo     |
| Chilometro               | ️Willy Weinrich Germania                                                 | 1:02.221  | ️Harry Ledingham-Horn Gran Bretagna                                         | 1:02.825  | Tom Sharples Gran Bretagna                                                                   | 1.03.528  |
| Keirin                   | ️Nikita Kalačnik Russia                                                  |           | David Šekelašvili Russia                                                   |           | Paul Groß Germania                                                                           |           |
| Velocità                 | Nikita Kalačnik Russia                                                  |           | Willy Weinrich Germania                                                    |           | Harry Ledingham-Horn Gran Bretagna                                                           |           |
| Velocità a squadre       | Gran Bretagna Ed Lowe Marcus Hiley Harry Ledingham-Horn                 | 44.737    | Germania Luca Spiegel Willy Weinrich Paul Groß Max Briese                  | 45.382    | Russia Grigorij Skornjakov Nikita Kalačnik David Šekelašvili                                 | 45.497    |
| Inseguimento individuale | Samuele Bonetto Italia                                                  |           | Benjamin Boos Germania                                                     |           | Josh Charlton Gran Bretagna                                                                  | 3:15.057  |
| Inseguimento a squadre   | Gran Bretagna Josh Charlton Joshua Giddings Joshua Tarling Ross Birrell | 3:59.392  | Francia Alexandre Boxe Eddy Le Huitouze Emmanuel Houcou Grégory Pouvreault | 4:04.400  | Russia Daniil Zarakovskij Mark Krjučkov Michail Postarnak Grigorij Skornjakov Savelii Laptev | 4:01.815  |
| Corsa a punti            | Milan Kadlec Rep. Ceca                                                  | 74 punti  | Grégory Pouvreault Francia                                                 | 68 punti  | Michail Postarnak Russia                                                                     | 67 punti  |
| Americana                | Gran Bretagna Josh Charlton Joshua Giddings                             | 52 punti  | Germania Malte Maschke Nicolas Zippan                                      | 44 punti  | Rep. Ceca Matyáš Koblížek Milan Kadlec                                                       | 40 punti  |
| Scratch                  | Phillip Mathiesen Danimarca                                             |           | Lorenzo Ursella Italia                                                     |           | Jakub Lewandowski Polonia                                                                    |           |
| Omnium                   | Joshua Tarling Gran Bretagna                                            | 154 punti | Dario Igor Belletta Italia                                                 | 149 punti | Eddy Le Huitouze Francia                                                                     | 117 punti |
| Gara ad eliminazione     | Matyáš Koblížek Rep. Ceca                                               |           | Dmitrij Dolžikov Russia                                                    |           | ️Dominik Ratajczak Polonia                                                                    |           |

#### Donne
| Eventi                   | Oro                                                                     | Tempo     | Argento                                                                  | Tempo     | Bronzo                                                            | Tempo     |
| 500 metri                | Alina Lysenko Russia                                                    | 34.227    | ️Iona Moir Gran Bretagna                                                  | 34.769    | Rhian Edmunds Gran Bretagna                                       | 34.811    |
| Keirin                   | Alina Lysenko Russia                                                    |           | Alla Bilec'ka Ucraina                                                    |           | Rhian Edmunds Gran Bretagna                                       |           |
| Velocità                 | ️Alina Lysenko Russia                                                    |           | ️Rhian Edmunds Gran Bretagna                                              |           | ️Iona Moir Gran Bretagna                                           |           |
| Velocità a squadre       | Russia Elizaveta Bogomolova Elizaveta Krečkina Alina Lysenko            | 49.517    | Gran Bretagna Jade Hopkins Iona Moir Rhian Edmunds                       | 49.708    | Germania Lara-Sophie Jäger Clara Schneider Stella Müller          | 51.235    |
| Inseguimento individuale | Zoe Bäckstedt Gran Bretagna                                             | 2:18.675  | Alena Ivančenko Russia                                                   | 2:22.531  | Marith Vanhove Belgio                                             | 2:23.982  |
| Inseguimento a squadre   | Gran Bretagna Grace Lister Madelaine Leech Millie Couzens Zoe Bäckstedt | 4:21.417  | Russia Alena Ivančenko Alina Moiseeva Inna Abajdullina Valerija Valgonen | 4:25.191  | Germania Fabienne Jährig Franzi Arendt Justyna Czapla Lana Eberle | 4:30.666  |
| Corsa a punti            | Alena Ivančenko Russia                                                  | 76 punti  | Madelaine Leech Gran Bretagna                                            | 34 punti  | ️Fabienne Jährig Germania                                          | 33 punti  |
| Americana                | Gran Bretagna Millie Couzens Zoe Bäckstedt                              | 68 punti  | Germania Jette Simon Lana Eberle                                         | 27 punti  | Paesi Bassi Nienke Veenhoven Yuli van der Molen                   | 19 punti  |
| Scratch                  | Valentina Basilico Italia                                               |           | Marith Vanhove Belgio                                                    |           | ️Maja Tracka Polonia                                               |           |
| Omnium                   | ️Millie Couzens Gran Bretagna                                            | 127 punti | ️Inna Abajdullina Russia                                                  | 123 punti | ️Olga Wankiewicz Polonia                                           | 115 punti |
| Gara ad eliminazione     | Alina Moiseeva Russia                                                   |           | Sara Fiorin Italia                                                       |           | Lana Eberle Germania                                              |           |